# فرديناند إي. كون
فرديناند إي. كون (بالإنجليزية: Ferdinand E. Kuhn)‏ هو أمين سر أمريكي، ولد في 3 سبتمبر 1861 في ناشفيل في الولايات المتحدة، وتوفي بنفس المكان في 17 مارس 1930.